# Al-Yaman
Al-Yaman je pražská hudební skupina, spojující ve své hudbě world music (zejména z oblasti orientu) a taneční hudbu. Její název je arabským názvem pro Jemen, odkud pochází zpěvačka a textařka skupiny Ashwaq Abdulla Kaláb i kořeny některých písní skupiny. Druhým důležitým členem skupiny je hudebník Aleš Hyvnar, skladatel hudby skupiny.
Skupina vznikla v roce 2000, kdy se poprvé setkali hudebník Aleš Hyvnar a zpěvačka Ashwaq Abdulla Kaláb. Skupina začala koncertovat v roce 2003, kdy odehrála více než 20 koncertů. Hrála např. jako předkapela na třech českých koncertech Transglobal Underground. V roce 2004 vydala u vydavatelství Indies Records první album Hurriya (arabsky svoboda), které mělo velmi pozitivní ohlas. Skupina byla nominována na Anděla v kategorii World Music, také se dočkala ohlasů ze zahraničí. V roce 2007 se skupina rozpadla, když se členové rozhodli věnovat sólovým projektům a rodinám.
Skupina se znovuobnovila v roce 2008, což vyvrcholilo vydáním druhého alba Insanyya, na kterém také hostoval indický kytariska a zpěvák Amit Chatterjee. I toto album se dočkalo pozitivního přijetí a nominace na cenu Anděl.
Mezi členy skupiny patří:
- Ashwaq Abdulla Kaláb – zpěv, texty
- Aleš Hyvnar – kytara, klávesy, perkuse, hudba
- Tomáš Reindl – perkuse, didgeridoo, zpěv
- Johnatan Omer a Tomáš Herián – bubny
- Jan Urbanec a Ulf Gjerdingen – basová kytara

Bývalí členové:
- Bashar Ashhab – bubny
- Jan Lstibůrek – basová kytara